# 노로돔 라나리드

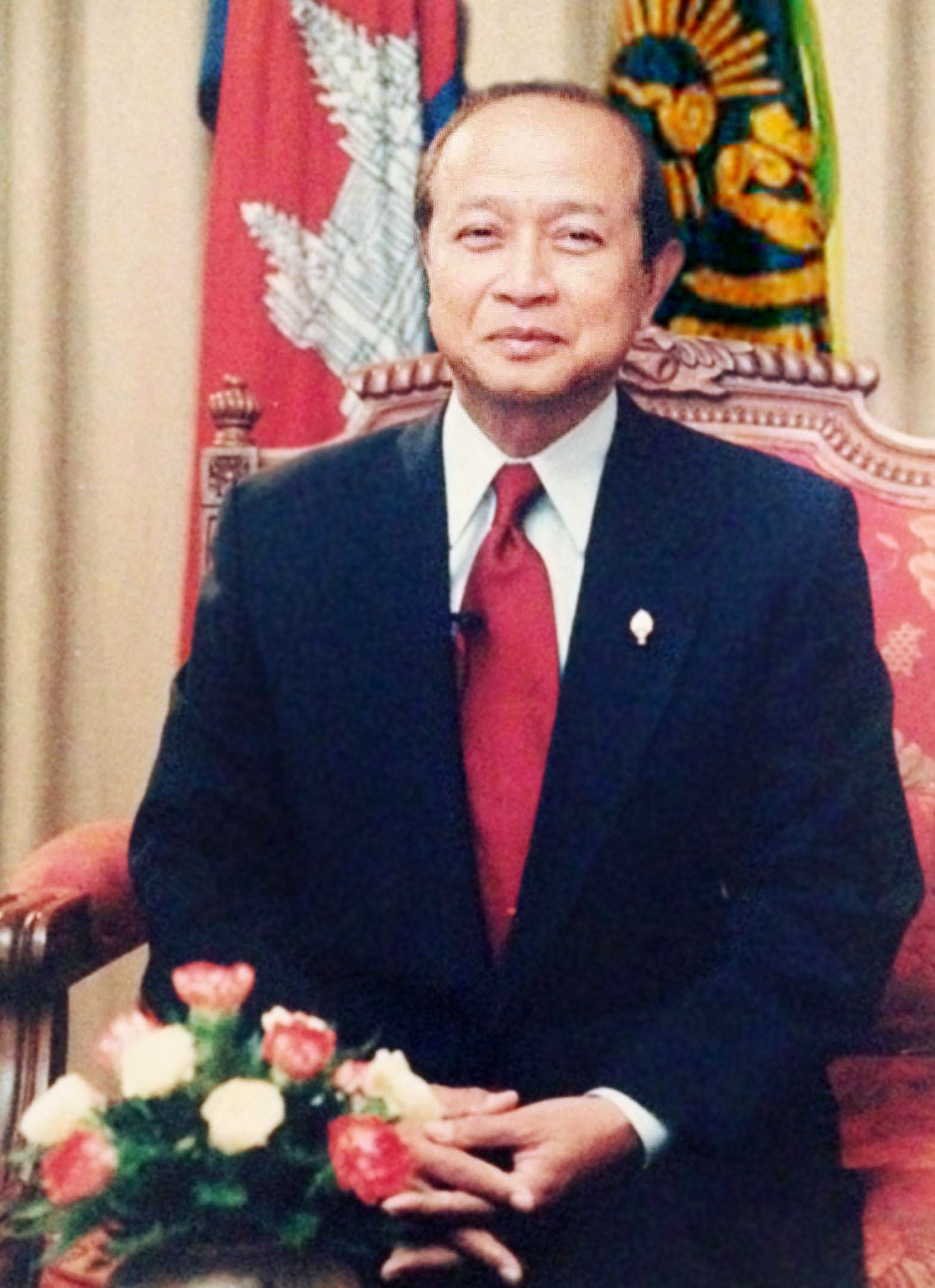
노로돔 라나리드

노로돔 라나리드(크메르어: នរោត្ដម រណឬទ្ធិ, 1944년 1월 2일~2021년 11월 28일)는 캄보디아의 정치가이다. 제50대 국왕 노로돔 시아누크의 차남으로, 제51대 국왕 노로돔 시하모니의 배다른 형제이다.

## 생애
1944년 프놈펜에서 태어났다. 1983년, 시하누크 전 국왕이 방콕에 있을 때 대리인으로서 정치에 참가한다. 1991년 10월의 파리국제회의에서 평화협정에 서명 후에 캄보디아 최고 국민평의회가 구성되면서 의장으로 취임한다. 국제연합 캄보디아 잠정통치기구에서 1993년 5월 23일~28일 실시된 총선거에서 창당하여 당수로 있던 훈신펙크가 외부의 예상을 깨고 제1당이 되었고, 훈센이 이끄는 인민당은 제2당이 되어, 정권은 라나리드와 훈센의 두 명의 수상제가 되었다.
1993년 9월에 캄보디아 왕국이 성립되면서 캄보디아의 제1 수상으로 취임했다. 1997년 7월 5일 라나리드가 외국에 방문 중 프놈펜에서 양당파의 군이 무력충돌로 발전하면 훈신펙크파의 군대는 패주해, 수상이 해임되어 국외로 추방되었다.
라나리드는 국제사회에 대해서 개입을 호소하면서, 라나리드파의 군대는 폴 포트파와 함께 태국 국경 지대로 피해가면서 전투를 계속했다. 국제사회는 반대파 정치세력의 선거 참여를 종용해 1998년 3월 30일에 국왕의 은사로 귀국하였다. 1998년 7월 26일 총선거에서 인민당이 제1당이 되었다. 그 해 9월, 국회주석으로 취임하였다.
2003년 7월 27일에 실시된 제3회 총선거에서는 훈신펙크는 많은 의석수를 잃게 된다. 시하누크 국왕이 2004년 10월 6일에 퇴위를 표명하면서, 국민적 인기로 차기 국왕이 유력 시 되었지만, 정치에 전념한다고 하여 사퇴했다. 그 후의 수개월 간은 노로돔 시하모니를 국왕을 선택하기 위한 9인의 왕실평의회의 한 명으로 있었다.
2006년 3월, 국회주석을 사임하였고, 10월 18일에 훈신펙크 당수에서 해임되면서, 11월 16일에 노로돔 라나리드당을 결성하여, 당수로 취임하였다. 2007년 3월 13일, 당의 자산을 부정하게 매각했다고 해서, 본인이 외국에 나가 있을 때 프놈펜 재판소로부터 금고 18개월의 판결을 받았다.